# Udvardy Vince
Udvardi és básthi Udvardy Vince (Füle, Fejér vármegye, 1854. szeptember 6. – Zalaegerszeg, 1922. október 6.) Zalaegerszeg városi képviselő-testületnek a tagja, a zalaegerszegi állami főgimnáziumi tanára, a "Zalamegyei Gazdasági Egyesület" pénztárnoka, Zala vármegye törvényhatósági és megyebizottsági tag, a zalaegerszegi ipartanodai bizottság tagja, a Zalaegerszegi Uri Kaszinó tagja, Zalaegerszeg város rendes esküdtje.

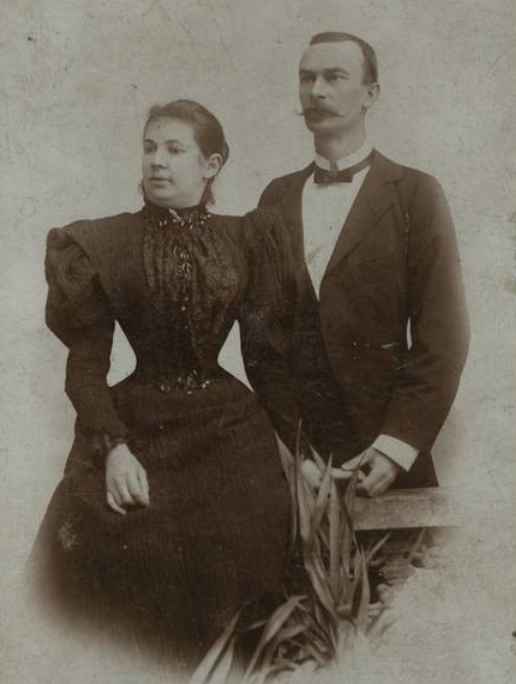
Udvardy Vince és felesége, Strausz Borbála

## Családja
A római katolikus nemesi származású udvardi és básthi Udvardy család sarja. Édesapja a veszprémi születésű Udvardy Vince (1819–†?), aki majd árendásként, azaz birtok-haszonbérlőként költözött el Dadra, Komárom megyébe, édesanyja pedig a polgári származású Hoffmann Anna volt. Apai nagyszülei udvardi és básthi Udvardy József (1776-1831), a gróf Esterházy család pápai uradalmi ispánja (spanus dominalis), majd a tatai uradalmi tiszttartója (provisor dominalis), és paari Toronyossy Rozália (1778–1844) asszony voltak. Apai dédszülei udvardi és básthi Udvardy Ferenc (c.1739–1815), a tatai Esterházy család uradalmi pénztárnoka (perceptor dominalis), majd számtartója (rationista dominalis), és vásárhelyi Deáky Terézia (c.1740–1827) asszony voltak. Másik apai dédszülei paari Toronyossy József (c.1745–1828), táblabíró, a tatai Esterházy család uradalmi számvevője (exactor dominalis), és kistapolcsányi Tapolcsányi Magdolna (c.1763–1791) asszony voltak. Az apai nagybátyjai: udvardi és básthi Udvardy Ignác (1810–1874) veszprémi kanonok, valamint udvardi és básthi Udvardy Ferenc (1816–1885), Fehér vármegye másod alszámvevője. Első fokú unokatestvére, Udvardy Ferenc alszámvevő fia, udvardi és básthi Udvardy Ferenc (1846–1888), hites ügyvéd, a királyi magyar természet tudományi és történelmi társulat rendes tagja. Az utóbbi ifjabb Udvardy Ferenc hites ügyvédnek a fia udvardi és básthi Udvardy Miklós (1882–1951), újságíró, miniszteri tanácsos, szolnoki főispáni titkár, a Székely Nemzeti Tanács, az Anti-Bolsevista Comité, a Nemzeti Hadsereg, a Terület Védő Liga, a Nemzeti Szövetség, a Magyar Revíziós Liga főtitkára. Udvardy Vince fivére udvardi és básthi Udvardy Ignác (1848–1920) zalaegerszegi felső kereskedelmi iskolaigazgató, lapkiadó.

## Élete
A szülei korai halála miatt Udvardy Ignác (1848-1920) bátyjával együtt Veszprémbe került az apai nagybátyjához, udvardi és básthi Udvardy Ignác (1810-1874) veszprémi kanonokhoz, aki átvette a gyerekek nevelését. Udvardy Vince először a kegyes tanítórend veszprémi algimnáziumába járt, és később, a Szent Benedek-rend győri főgimnáziumában folytatta tanulmányait. Bátyja állást szerzett Zalaegerszegen, és Vince őt követve majd úgyszintén odaköltözött.
1878. júliusában a vallás- és közoktatásügyi m. kir. minister a zalaegerszegi polgári iskolához a szépirás és rajz tanitójául ideiglenes minőségben kinevezett Udvardy Vinczét állomásán véglegesen megerősitette. 1895. augusztusában a vallás- és közoktatásügy miniszter a zalaegerszegi állami főgimnáziumnál az 1895-6-ik tanévre Udvardy Vince polgári iskolai rajztanítót, okleveles középiskolai rajztanárt az I. és II ik osztályban a rajzoló geometria tanításával bízta meg.
1893. áprilisában a "Zalaegerszegi Önsegélyző Egylet" közgyűlése központi választmányi taggá választotta.
1911.-ben nyugdíjba vonult 36 év iskolai gyermek-tanítás után Zalaegerszegen. Ezután továbbra is vezető egyéniség volt a társaságokban, a társadalomban, a városi és megyei gyűléseken és egyéb közgazdasági intézményekben; javaslataival és tanácsaival és igazságosan ellenőrző figyelmével ezután is szorgalmasan vett részt a vármegye közigazgatásában. Iskola-tanárként hivatottsággal dolgozott a tudomány és közművelődés csarnokában harminchat esztendőn át, amint maga mondta "igen találóan, szenvedéllyel, szeretettel és jókedvvel". Udvardy Vince a polgári iskolában tanított előbb 22 évig. Amint gimnáziumot állítottak Zalaegerszegre, onnantól fogva annak a testületében erélyesen működött. A Zalamegyei viszonyokat ő ismerte legjobban. Kevés ember volt Zalában, akiben az elméleti tudás és a gyakorlati érzék olyan jó párhuzamban működtek, mint Udvardyban.
1922. október 6.-án Zalaegerszegen hunyt el.

### A Zalamegyei takarékpénztár megalapítása
A „Zalamegyei központi takarékpénztár" és a „Zalamegyei takarékpénztár" részvénytársaságok 1893. május 24.-én külön külön tartott rendkívüli közgyűlésükön a két igazgatóság által a két részvénytársaság egyesülése érdemében megállapított feltételeket elfogadván és a két részvénytársaságnak „Zalamegyei központi takarékpénz tár" részvénytársaság cég alatt egyesülését vagyis a „Zalamegyei takarékpénztár részvénytársaságnak a "Zalamegyei központi takarékpénztár részvénytársaság" ba való beolvadását határozatilag egyhangúlag kimondottá; ekkor Udvardy Vincét egyik felügyelő bizottsági taggá választották. A vármegyei takarékpénztár létesítése érdekében továbbra is szorgalmas munkálkodott. Évekkel később, 1908. szeptemberében a Zala vármegye közgyűlésén nagy vitát keltett Udvardy Vincének a vármegyei takarékpénztár felállításáról szóló indítványa, melyet Udvardy hosszasan indokolt. 1909. május 11.-én a vármegyei közgyűlésén Udvardy Vince megyebizottsági tagnak ismét egy vármegyei takarékpénztár felállításáról szóló indítványát tárgyalták; többek hozzászólása után a közgyűlés az indítványt levette a napirendről.

### A Balaton felvidéki vasútvonal megépítése
Udvardy Vince tanár, megyebizottsági tag, kezdő nagy harcosa volt a Balaton felvidéki vasútvonal építése ügynek a vármegye házában; számos felszólalása és az újságban megjelent cikkei tanúsítanak róla: "Az összes szabadelvű kormányok alatt az egy Darányi Ignácz főldmivelési miniszter ténykedésére emlékezhetik vármegyénk hálával mert — a többek között ö alkotta meg azt a törvényt, amely az elpusztult szőlők újítását lehetővé tette, amelylyel a vármegye lakossága felének biztosította exisiencziáját. Zalavármegye egyébként — amint mindnyájan tudjuk — a régi kormányok mostoha gyermeke volt. Most volna itt egy alkalmas szer, hogy a régi kormányok bűneit helyrehozzuk, elfeledjük a mindenkori kormányok részéről jött ama súlyos büntetést, melyet igazi hazafiságunkért kellett megszenvednünk. Kossuth Ferencz kereskedelmi miniszterünk u, i. azt a fontos kijelentést tette, hogy: a fiumei forgalom gyorsabb lebonyolítására egy második vasúti vonal sürgősen szükséges". Egy másik újság cikkben azt jelentette ki, hogy: "Nagyon megéreznék e vasút előnyét mindazok a városok is, melyek ez által bekapcsoltatnának a világforgalomba, amint tagadhatatlan fejlődését látjuk azon városoknak, melyek a múlt kormányok alatt már bekapcsoltattak a fővonalakba. Hogy a Balaton, Héviz és a fokozottabb vasúti forgalom jövedelme mit hozhat, számadatokban ép úgy nem tudom kifejezni, mint a vonalakba bekapcsolt városok gyarapodását. Aki azonban erről némi tájékozódást akar szerezni, hasonlítsa össze a Balaton somogyi és zalai oldalát, tegye szóvá a déli vasút ezen szakaszának nyári és téli forgalmát és keresse, mi idézte elő Kaposvár, Szombathely stb. városok fejlődését és mi akasztotta meg Zalaegerszeget."
1906. májusában a vármegyei közgyűlésén feszült érdeklődéssel hallgatták Udvardy Vince tanárnak a vasút építtetés ügyében beadott indítványát és annak megindokolását. Az indítványt egyhangúlag elfogadták és az összes zalai képviselőkkel együtt egy nagy küldöttséget szerveztek, hogy az ügyet vigyék el az illető kormány férfiakhoz. 1906. decemberében 600 tagú küldöttség elutazott Zalából Budapestre, hogy a Balaton felvidéki vasút vonal építését megtárgyalják. Dr. Wekerle Sándor miniszterelnök előtt Eitner Zsigmond képviselő, Daránvi miniszter előtt Árvay alispán, Szterényi államtitkár előtt Óváry képviselő beszólt. Arra kérték a kormány-férfiakat, hogy a balatoni vasutat építtessék meg minél előbb. A kormányfői fiak nem a szokásos diplomatikus kétértelmű feleleteket adták. Határozottan megmondották, hogy ők is kincsnek tekintik a Balatont. Megígérték, hogy 60 kilométernyi sebességű állami másodrendű fővonal lesz, és hogy külfölddel összeköttetésben építik meg. Óhajtását fejezte ki Szteiényi, hogy Zala példájára a másik két vármegye is szavazza meg minél előbb a hozzájárulást, akkor a miniszter rövid idő múlva országgyűlés elé terjeszti a javaslatot. 1908. október 24.-én a Zalaegerszeg városi közgyűlésén elfogadták Udvardy Vince indítványát, hogy kérje a város a vármegyei közigazgatást arra, hogy minél nagyobb küldöttségül sürgesse a kormánynál a Keszthely—Zalaegerszegi—grazi vasút megépítését és a boba—csáktornyainak első rangúvá való átépítését.

### Házassága és gyermekei
1878. december 22.-én Zalaegerszegen feleségül vette a római katolikus nemesi származású strauszenbergi Strausz Borbála Margit (*Nagylengyel, 1861. június 14.–†Zalaegerszeg, 1952. április 19.) kisasszonyt, akinek a szülei strauszenberghi Strausz Sándor (1831-1922), Zala vármegye bizottsági tag, vármegyei esküdt, körjegyző, nagylengyeli birtokos, és a tekintélyes Zala megyei nemesi boldogfai Farkas családból való boldogfai Farkas Krisztina (1837-1883) úrnő voltak. A menyasszony anyai nagyszülei idősebb boldogfai Farkas Ferenc (1779–1844), Zala vármegye táblabírája, zalaboldogfai, andráshidai, hagyárosi, és felsőbagodi földbirtokos, salomvári közbirtokos és Joó Borbála (1811–1881) asszonyság voltak. Udvardy Vincéné Strausz Borbálának az anyai nagybátyja boldogfai Farkas Ferenc (1838–1908), Zala vármegye számvevője, pénzügyi számellenőre, földbirtokos; nagynénje boldogfai Farkas Franciska (1840–1872), akinek a férje tóthfalusi Tóth Benedek (1825–1883), ügyvéd, 1848-as főhadnagy, a Torna megyei Honvédegylet tagja, földbirtokos. Egyik fivére strauszenbergi Strausz Farkas (1863–1946), MÁV főellenőr, földbirtokos. Udvardy Vincéné Strausz Borbálának az elsőfokú unokatestvérei, Farkas Ferenc számvevő fiai, dr. boldogfai Farkas István (1875–1921) jogász, a sümegi járás főszolgabírája, valamint vitéz boldogfai Farkas Sándor (1880–1946) ezredes, a Zala megyei vitézi rend székkapitánya. Az esküvői tanúk udvardi és básthi Udvardy Ignác (1848–1920), zalaegerszegi felső kereskedelmi iskolaigazgató, és strauszenberghi Strausz Ferenc (1829–1880), nagylengyeli földbirtokos voltak. Udvardy Vince és Strausz Borbála frigyéből két fiú- és egy leány gyerek született:
- Udvardy Sándor Ödön Gyula (*Zalaegerszeg, 1879. október 12. –†Zalaegerszeg, 1879. október 26.)
- dr. Udvardy Jenő Farkas Imre (*Zalaegerszeg, 1880. szeptember 26. –†Zalaegerszeg, 1941. november 21.) jogász, magyar királyi kormányfőtanácsos,[28] a zalaegerszegi ügyvédi kamara elnöke, Zalaegerszeg megyei város tiszti főügyésze,[29] a legitimista zalamegyei Magyar Férfiak Szentkorona Szövetségének az alapító elnöke volt. Felesége, boldogfai Farkas Margit Gabriella Rozália (*Hagyáros, 1888. február 24.–† Zalaegerszeg, 1972. április 1.), földbirtokos, a zalamegyei Magyar Nők Szentkorona Szövetségének az ügyvezető elnöke, a Göcseji Egyesület társelnöke.
- dr. Udvardy Imre Rafael (*Zalaegerszeg, 1882. április 17.–†Zalaegerszeg, 1908. január 28.), jogász, balatonfüredi szolgabíró, a zalamegyei Függetlenségi és Negyvennyolcas Párt jegyzője.[30][31]
- Udvardy Borbála Krisztina "Rafaella" (*Zalaegerszeg, 1887. március 24.–†Zalaegerszeg, 1987. június 12.), a zalaegerszegi Karácsonyfa-egyletnek, a Magyar Asszonyok Nemzeti Szövetségé-nek (MANSZ) a tagja,[32] a Szociális Missziótársulat választmányi tagja , a Nemzetvédelmi Kereszt tulajdonosa. Férje: dr. bozzai Bozzay Jenő (*Hévízszentandrás, 1878. június 26.–†Zalaegerszeg, 1971. szeptember 8.), jogász, ügyvéd, tiszteletbeli vármegyei főügyész,[33] a zalaegerszegi ügyvédi kamara titkára.[34][35]